# Publio Cornelio Maluginense
Publio Cornelio Maluginense  fue un político y militar romano del siglo IV a. C. perteneciente a la gens Cornelia.

## Familia
Maluginense fue miembro de los Cornelios Maluginenses, una de las primeras ramas patricias de la gens Cornelia. Fue hijo del tribuno consular Publio Cornelio Maluginense y hermano de Marco Cornelio Maluginense y Servio Cornelio Maluginense.

## Carrera pública
Siendo tribuno consular en el año 397 a. C., los tarquinienses atacaron por primera vez el territorio de los romanos. Sin embargo, tuvo que dimitir junto con sus colegas porque había descuidado las tareas religiosas del cargo.
Al año siguiente el dictador Marco Furio Camilo, encargado del asalto definitivo a Veyes, lo nombró magister equitum. En el año 393 a. C. fue elegido para el consulado; sin embargo, es probable que no llegara a entrar en el cargo por un defecto en la elección.
Obtuvo un segundo tribunado consular en el año 390 a. C., el año en que los galos saquearon Roma.
Es la más probable identificación de Publio Cornelio, tribuno consular en el año 394 a. C.